# Коробер
Коробер (фр. Corrobert) насеље је и општина у североисточној Француској у региону Шампањ-Арден, у департману Марна која припада префектури Еперне.
По подацима из 2011. године у општини је живело 190 становника, а густина насељености је износила 13,32 становника/km². Општина се простире на површини од 14,26 km². Налази се на средњој надморској висини од 200 метара.

## Демографија
| 1962. | 1968. | 1975. | 1982. | 1990. | 1999. | 2011. |
| ----- | ----- | ----- | ----- | ----- | ----- | ----- |
| 173   | 191   | 140   | 147   | 135   | 162   | 190   |

График промене броја становника у току последњих година